# Большие Крутцы (Вологодская область)
Большие Крутцы — деревня в Великоустюгском районе Вологодской области.
Входит в состав Шемогодского сельского поселения, с точки зрения административно-территориального деления — в Шемогодский сельсовет.
Расстояние по автодороге до районного центра Великого Устюга — 23 км, до центра муниципального образования Аристово — 6 км. Ближайшие населённые пункты — Большие Слободы, Сондас, Угол.
По данным переписи в 2002 году постоянного населения не было.